# Spare Me the Details
«Spare Me the Details» (с англ. — «Избавь меня от подробностей») — песня американской панк-рок группы The Offspring, выпущенная как третий сингл с седьмого альбома Splinter, только в Австралии и Новой Зеландии.
Песня включена в австралийскую версию сборника Greatest Hits (2005), где он 15-м треком. Обложка сингла - задняя обложка компакт диска.
В этой песне Декстер рассказывает о своем удручающем опыте видеть, как его девушка делает "это" с другим мужчиной. Название гласит, что Декстер говорит, что он уже знал, что произошло, и он не хочет знать все, что произошло, так как у него уже есть хорошая идея.

## Участники записи песни

### The Offspring
Декстер Холланд – ведущий и бэк-вокал, ритм-гитара
Кевин Вассерман (Noodles) – соло-гитара, бэк-вокал
Грег Крисел – бас-гитара, бэк-вокал

### Приглашенные музыканты
Джош Фриз – барабаны
Брендан О'Брайн – пианино

## Производительность диаграммы
"Spare Me the Details" не попал в чарты США, сделав "(Can't Get My) Head Around You" последним синглом Splinter, попавшим в чарты или выпущенным там. Однако песня попала в чарты и достигла 31-го места в новозеландском Топ-40. Несмотря на то, что песня была выпущена, она не попала в чарты Австралии, но все же получила радиоэфир.

## Чарты
| Чарт (2003)                        | Высшая позиция |
| ---------------------------------- | -------------- |
| Новая Зеландия (Recorded Music NZ) | 31             |